# باول كروفورد
باول كروفورد (بالإنجليزية: Paul Crawford)‏ هو ملحن كندي، ولد في 21 أغسطس 1947 في تورونتو في كندا.